# GEOS
GEOS (Graphic Environment Operating System) – system operacyjny stworzony w roku 1985 przez firmę Berkeley Softworks (później GeoWorks).
Początkowo przeznaczony dla komputerów Commodore 64, na który powstała pierwsza wersja tego systemu. Później utworzono wersje dla Commodore 128, Apple II oraz wersje v2 dla Commodore 64. Istniała także mało znana wersja dla Commodore Plus/4. Umożliwiał pracę w środowisku graficznym na 8-bitowych komputerach.
W grudniu 1987 ankieta przeprowadzona przez Compute!'s Gazette ogłosiła, że ponad połowa jej czytelników używała systemu GEOS

## Interfejs użytkownika
Graficzny interfejs użytkownika będący podstawą GEOS-a stanowił bardzo duży krok naprzód w dziedzinie komunikacji użytkownika z komputerem. Przed jego powstaniem jedyną alternatywą było wprowadzanie poleceń z klawiatury i komunikacja z systemem operacyjnym w trybie tekstowym. GEOS udostępniał pulpit z umieszczonymi na nim ikonami oraz kursor poruszany za pomocą dżojstika, klawiatury lub myszy. Centralnym punktem systemu był górny pasek, w którego skład wchodził zegar oraz menu poleceń. Poprzez rozwijanie poszczególnych pozycji menu uzyskiwało się dostęp do poleceń systemu. Już wcześniej istniały programy udostępniające takie możliwości, ale GEOS był pierwszym środowiskiem graficznym dla komputerów ośmiobitowych.

## Aplikacje
GEOS sam w sobie nie zawierał obszernego zasobu aplikacji. Szybko zostało to zrekompensowane powstaniem dość obszernego zbioru programów wykorzystujących jego graficzne środowisko. Można było wśród nich znaleźć:
- GeoWrite – edytor tekstu
- GeoPaint – prosty program graficzny do tworzenia i obróbki obrazów rastrowych
- GeoCalc – arkusz kalkulacyjny
- GeoFile – baza danych
- GeoPublish – DTP
- Writer 64 – edytor tekstu[4]

## GEOS na PC
W 1990 roku pod nazwą GeoWorks Ensemble została wydana 16-bitowa edycja na PC. Nie był to samodzielny system a jedynie nakładka na DOS-a. Miała kilka podstawowych różnic w stosunku do wersji 8-bitowych:
- Istniał menedżer plików mogący przeglądać nawet cały dysk twardy.
- Nie ma paska na górze ekranu pełniącego rolę paska sterowania programem czy menedżera plików.
- Menedżerem plików steruje się za pomocą ikon w górnej i dolnej części (wersja zaawansowana).
- Wybór poziomu zaawansowania systemu z podziałem na początkujących, średnio zaawansowanych i zaawansowanych użytkowników.
- Maksymalizowanie okien programu i zmniejszanie ich.

GEOS V3.0 jest wykorzystywany w Nokia communicator (Series 80) 9000 i 9110. Od roku 2003 wszystkie prawa do systemu GEOS są w posiadaniu firmy Breadbox Computer Company. Ostatnia wersja 4.2 została wydana w październiku 2005 roku.